# Соловейчик, Сергей Игоревич
Сергей Игоревич Соловейчик (род. 24 сентября 1965, Москва) — президент Федерации дзюдо России (c 2022). Обладатель 6-го дана ФДР (23.12.2019 № 002 019).

## Биография
Родился 24 сентября 1965 года в г. Москва в семье инженеров. В 1982 году окончил среднюю школу №140 г. Москвы.
С детства и до сих пор занимается дзюдо. В 1986 году получил звание мастера спорта СССР.
В 1988 году окончил Московский государственный университет по специальности «журналистика». В 2006 году окончил программу «MBA - Финансы» Финансовой Академии при Правительстве Российской Федерации.
С 1986 по 1987 год — спортивный корреспондент газеты «Советский спорт».
С 1990 по 1999 год — тренер СДЮШОР по единоборствам ГОУ «Московское городское физкультурно-спортивное объединение».
С 1998 по 2000 год — Президент Федерации дзюдо Москвы.
С 2000 по 2007 год — вице-президент Европейского союза дзюдо.
С 2007 по 2022 год — Президент Европейского союза дзюдо, вице-президент Международной федерации дзюдо.
Победитель всероссийского конкурса «Спортивная солидарность» (за укрепление международных спортивных отношений) (10 декабря 2020).
Состоит в совете директоров ОАО «Холдинговая компания Главного Всерегионального строительного управления «Центр». Входит в состав Высшего совета Национального союза ветеранов дзюдо.
Президент Федерации дзюдо России (c 29 сентября 2022).

## Награды
- Медаль ордена «За заслуги перед Отечеством» II степени (6 августа 2021)